# GConf
GConf es un sistema utilizado por GNOME para almacenar las opciones de la configuración del entorno gráfico y de los distintos programas. Forma parte de política del entorno para mejorar y simplificar la interfaz gráfica de usuario.
Este sistema está quedando obsoleto como resultado de la transición a GNOME 3. Sus sustitutos, GSettings y dconf, están siendo incorporados en su lugar.
El Demonio (informática) GConfd controla y vigila los cambios en la base de datos, y al producirse una modificación la aplica directamente. Esta tecnología se conoce como auto-apply o autoaplicación, diferente a la habitual de explicit-apply o aplicación-explícita que necesita pulsar los botones "OK" o "Aplicar" para forzar los cambios.
La base de datos de gconf se archiva en carpetas y en formato XML, guardados en el directorio ~/.gconf. Gconf puede también usar programas tipo backend o de respaldo, como un servidor de base de datos.
Además la aplicación Gconf-editor facilita a los usuarios cambiar las opciones manualmente, pero no se suele utilizar por el usuario medio. Debería ayudar la propia aplicación pero muchas veces no se tiene en cuenta.